# マクニール刑務所
マクニール刑務所（マクニールけいむしょ、英: McNeil Island Penitentiary）、後のマクニール島矯正センター（マクニールとうきょうせいセンター、英: McNeil Island Corrections Center; MICC）は、アメリカ合衆国・ワシントン州ピュージェット湾のマクニール島にあった刑務所である。1875年から2011年までの136年間運営した。

## 施設概要
1870年、連邦政府はマクニール島に27エーカー（約90,000 m2）の土地を購入し、1875年から「マクニール島準州刑務所」の運営を開始した。初日は強盗犯1名と先住民族にアルコールを売った2人組の計3人が連れて来られた。
1889年、ワシントン準州が42番目の州に認められたことで連邦刑務所となる。1911年に島に発電所が建設され建物に電灯が灯された。水の供給がいちばんの問題点で、毎朝手作業で井戸水を高架タンクに汲み上げていたため、足りなくなると囚人は湾の冷たい海水で体を洗ったという。1936年に貯水池と浄水場が完成し大幅に改善した。
野菜や果物、飲料水を自給出来るよう敷地を拡張していき、最終的に島の4割に近い2,100エーカーが刑務所の敷地になった。1940年代の収容者数は300人以上、最盛期の1960年代には1,700人にのぼった。
1976年、老朽化と高額な維持費を理由に閉鎖を宣言。段階的に縮小していくが、それに伴い他の刑務所が過密状態になったため、ワシントン州は政府から施設を借り受け存続させた。1984年に州に移管した。
1994年に施設の建て替えを行なったが、規模が大きいこともあり維持費は増え続けた。特に2008年の金融危機が大打撃となり、2011年に刑務所を閉鎖した。

## 立地

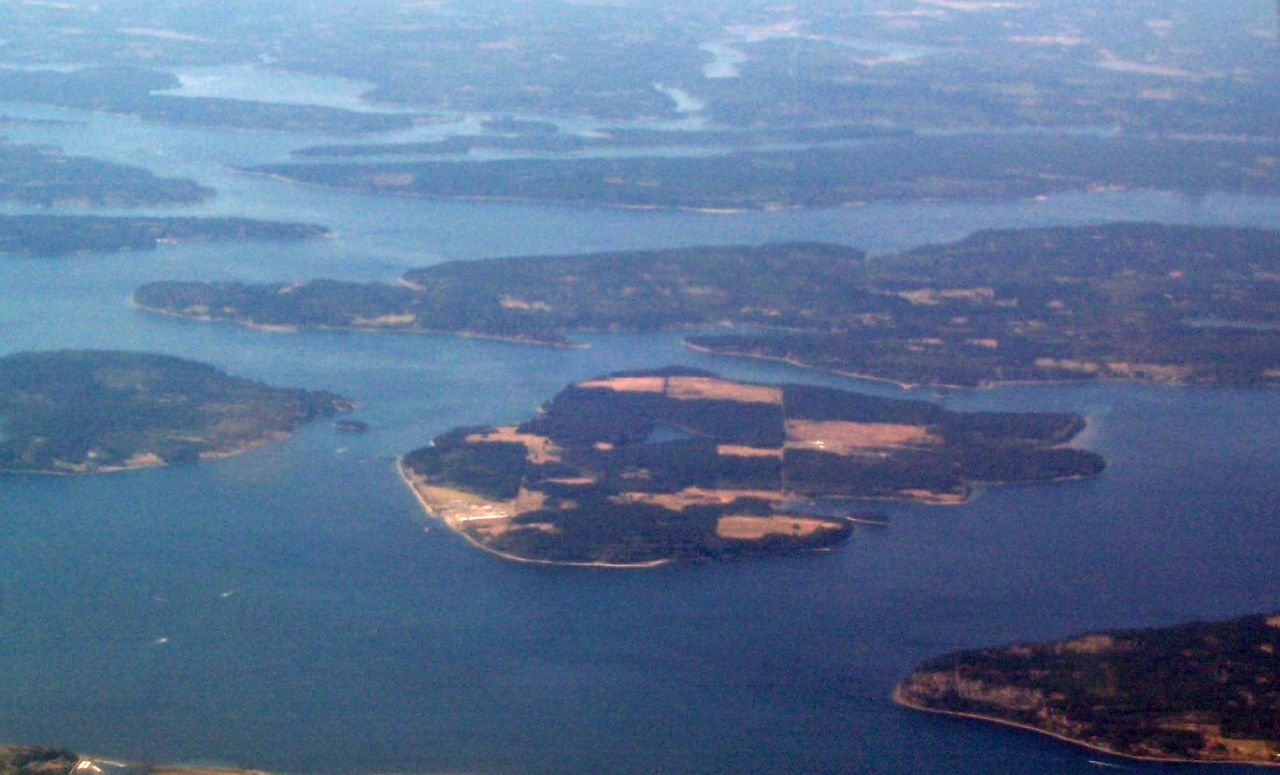
マクニール島を東から臨む

島という立地条件のおかげでマクニール刑務所は他所よりも自由度が高いことで知られており、更生するための職業訓練を積極的に取り組んでいた。
本土まで最も近いところは600メートルほどしかないが、囚人は周辺の地理を知らないので問題はなかった。ある囚人は貯水池を湾と間違えて飛び込み、またある囚人はいかだを作って島を離れたが一晩中漕いで到着したのは島の反対側だったという記録がある。136年の間に脱走を計った受刑者は100人程度と見られ、ほとんどが島から出られずに捕まっているが、約20人は行方不明のままだという。
1960年代の最盛期には看守や職員の住宅が50戸ほどあり、学校や映画館、ガソリンスタンド、ハンバーガーショップもあった。居住者や面会者のためにフェリーが2時間おきに往来し、緊急時のための高速艇も置かれた。囚人墓地もあったが閉鎖されたときに全てを他の墓地に埋葬し直した。
また、サウスピュージェット湾野生動物保護区に指定されている。

## 現在
1998年に開設したスペシャルコミットセンター（S.C.C.）が置かれている（2024年現在）。刑期を終えた性犯罪者や精神異常者を隔離するための施設で、200人以上が収容されていると見られる。

## 著名な受刑者
- アルヴィン・カーピス - 1930年代のシカゴのギャング
- ミッキー・コーエン - 1940年代ロサンゼルスのギャング、"バグジー"の仲間
- アンセルモ・L・フィゲロア - メキシコ系アメリカ人の政治家、アナーキスト
- ゴードン・ヒラバヤシ - 第二次世界大戦で徴兵に抵抗した日系アメリカ人
- 川北 友弥 - 第二次世界大戦の戦犯
- ロバート・ストラウド - 殺人犯、映画「終身犯」の主人公のモデルとなった
- ヴィンセント・ハリナン - 脱税、1952年の大統領候補
- チャールズ・マンソン - 殺人犯
- ジョン・デヴィッド・ノーマン - 小児性愛者、性犯罪者
- ニール・マッコーリー - 強盗犯、映画「ヒート」の強盗犯のモデルとなった